# Staude des Jahres
Die Staude des Jahres wird seit dem Jahr 2000 jährlich durch den Bund deutscher Staudengärtner im Zentralverband Gartenbau ausgerufen.

## Bisherige Stauden des Jahres
| Jahr | deutscher Name                                       | wissenschaftlicher Name                                    | Abbildung                      |
| ---- | ---------------------------------------------------- | ---------------------------------------------------------- | ------------------------------ |
| 2000 | Fetthenne                                            | Sedum                                                      | 2000 Fetthenne                 |
| 2001 | Glockenblume                                         | Campanula                                                  | 2001 Glockenblume              |
| 2002 | Astern                                               | Aster                                                      | 2002 Astern                    |
| 2003 | Salbei                                               | Salvia                                                     | 2003 Salbei                    |
| 2004 | Storchschnabel                                       | Geranium                                                   | 2004 Storchschnabel            |
| 2005 | Windröschen                                          | Anemone                                                    | 2005 Windröschen               |
| 2006 | Flammenblume                                         | Phlox                                                      | 2006 Flammenblume              |
| 2007 | Ehrenpreis                                           | Veronica                                                   | 2007 Ehrenpreis                |
| 2008 | Sonnenbraut                                          | Helenium                                                   | 2008 Sonnenbraut               |
| 2009 | Funkie                                               | Hosta                                                      | 2009 Funkie                    |
| 2010 | Katzenminze                                          | Nepeta                                                     | 2010 Katzenminze               |
| 2011 | Fetthenne                                            | Sedum                                                      | 2011 Fetthenne                 |
| 2012 | Knöterich                                            | Polygonum (und Aconogonon, Bistorta, Fallopia, Persicaria) | 2012 Knöterich                 |
| 2013 | Wolfsmilch                                           | Euphorbia                                                  | 2013 Wolfsmilch                |
| 2014 | Elfenblume                                           | Epimedium                                                  | 2014 Elfenblume                |
| 2015 | Seggen                                               | Carex                                                      | 2015 Segge                     |
| 2016 | Schwertlilien                                        | Iris                                                       | 2016 Schwertlilien             |
| 2017 | Bergenien                                            | Bergenia                                                   | 2017 Bergenien                 |
| 2018 | Taglilien                                            | Hemerocallis                                               | 2018 Taglilien                 |
| 2019 | „Edle Disteln“ (Gold- und Kugel- disteln, Mannstreu) | Carlina, Echinops, Eryngium                                | 2019 Disteln                   |
| 2020 | Rispenhirse                                          | Panicum                                                    | 2020 Rispenhirsen              |
| 2021 | Schafgarbe                                           | Achillea                                                   | 2021 Schafgarben               |
| 2022 | Zwergschilf                                          | Hakonechloa                                                | 2022 Zwergschilf               |
| 2023 | Indianernessel                                       | Monarda                                                    | 2023 Indianernessel            |
| 2024 | Blutweiderich                                        | Lythrum                                                    | 2024 Blutweiderich             |
| 2025 | Kaukasus-Vergissmeinnicht                            | Brunnera                                                   | 2025 Kaukasus-Vergissmeinnicht |